# Nacktschnecken (Film)
Nacktschnecken ist ein österreichischer Film aus dem Jahr 2004. Regisseur der von der Dor Film produzierten Komödie war Michael Glawogger. Das Drehbuch zum Film schrieb Glawogger zusammen mit dem Hauptdarsteller Michael Ostrowski.
Die Figuren des Films kehren in den Filmen Contact High (2009) und Hotel Rock’n’Roll (2016) der gleichen Autoren wieder.

## Handlung
Die drei Ex-Studenten Johann, Max und Mao halten sich in Graz mehr schlecht als recht über Wasser. Johann jobbt bei der Post und Max versucht noch immer, seine revolutionären Werbeideen zu verwirklichen. Mao betätigt sich gelegentlich als Drogendealerin und kommt so an den Zuhälter Schorsch, der ihr rät, einen Pornofilm zu drehen. Johann und Max sind dazu schnell überredet und durch ein Casting finden sie auch die weiblichen Hauptdarsteller Mara und Martha. Doch schon bald stellt sich heraus, dass nicht alles so leicht ist und Sex vor der Kamera richtig harte Arbeit ist.

## Produktionsdaten
Der Film erreichte in Österreich 70.509 Kinobesucher und war somit eine der erfolgreichsten nationalen Produktionen des Jahres 2004. In Deutschland startete der Film nur mit wenigen Kopien in den Kinos und erreichte rund 5.000 Besucher.

## Kritiken
Die Filmdatenbank Prisma.de vergab an den Film drei Sterne, was so viel wie „Sehenswert“ bedeutet.

„Regisseur Michael Glawogger setzte diese mal subtile, mal derb-witzige Low-Budget-Erotiksatire ohne sonderlichen Tiefgang in der Tradition des neuen österreichischen Kinos in Szene. […] Probleme könnten so manchen Zuschauer zwar die zum Teil nur schwer verständlichen österreichischen Dialekte bereiten, doch das clever in Szene gesetzte Kinostück nach dem Drehbuch von Michael Ostrowski, der auch in der Rolle des Max zu sehen ist, überzeugt mit schrägem Situationswitz und den gut aufgelegten Hauptdarstellern.“